# Procleomenes robustius
Procleomenes robustius är en skalbaggsart som beskrevs av Tatsuya Niisato 1981. Procleomenes robustius ingår i släktet Procleomenes och familjen långhorningar.
Artens utbredningsområde är Taiwan. Inga underarter finns listade i Catalogue of Life.